# 翼ちゃんのト音記号
『翼ちゃんのト音記号』（よくちゃんのトおんきごう）は、高橋千鶴による日本の漫画。
『なかよし』（講談社）に読み切りとして掲載された。同作を表題作とする短編集が刊行されている。

## 書誌情報
- 翼ちゃんのト音記号、初版発行日 1977年11月5日 ISBN 9784061082861
  - お花畑に魔女ひとり／コグレンツのりんご園／恋のいちごをひとつまみ／こねこちゃんと混声合唱団